# Ngāti Porou

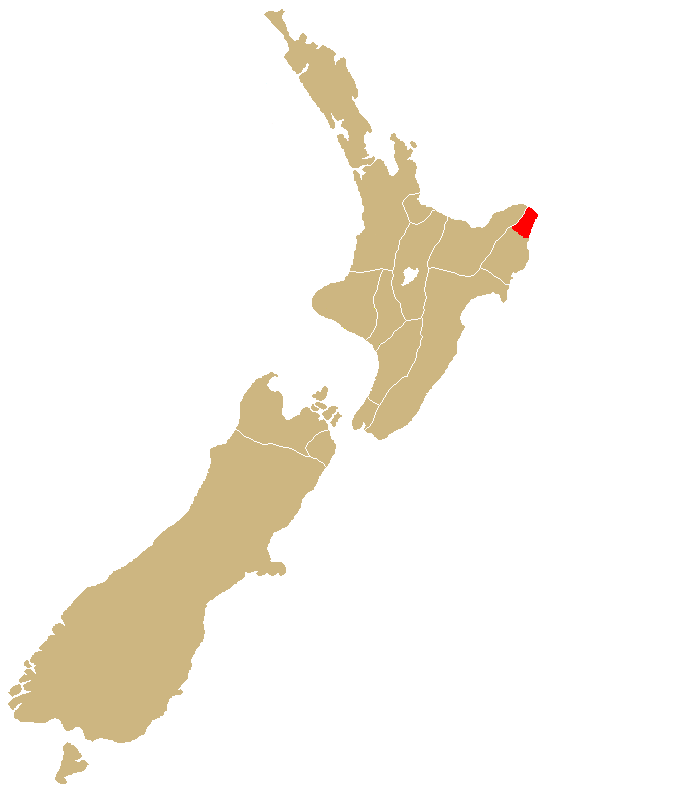
Le rohe (territoire tribal) de Ngati Porou (en rouge), en Nouvelle-Zélande.

Ngāti Porou est un iwi maori basé historiquement dans les régions de Cap Est et Gisborne de l’île du Nord de Nouvelle-Zélande. Par nombre de membres il est le deuxième plus grand des iwi, avec 92 349 membres en 2018. Leur rohe (territoire traditionnel) s’étend de Pōtikirua et Lottin Point dans le nord à Te Toka-a-Taiau (près de l’embouchure du port de Gisborne) dans le sud.
Ngāti Porou comprend 58 hapu (sous-tribus) et 48 marae.

## Histoire

### Origines légendaires
Les iwi maori dérivent une grande partie de leur identité de leur descente de figures légendaires qui ont mené les premiers waka (pirogues) à la Nouvelle-Zélande. Ngāti Porou identifie le Nuku-tai-memeha (en) de Maui comme leur waka d’origine, mais peuvent aussi tracer leur descente d’autres waka, notamment le Horouta (en), le Tākitimu (en), et le Tereanini.
L’iwi est nommé après l’ancêtre Porourangi (connu aussi sous le nom de Porou-ariki ou, avec tous ses titres, Porou-ariki Mata-tara-a-whare, te Tuhimāreikura o Rauru), lui même un descendant des ancêtres Maui, Toi-kai-rakau (en), et Paikea (en). Les descendants de Porourangi forment des groupes qui se répandent autour du Cap Est à travers la conquête et des mariages stratégiques. La descendance de Pourourangi et sa famille donne à l’iwi des liens généalogiques avec d’autres iwi, notamment avec :
- Ngati Kahungunu, nommé après Kahungunu, un des arrière-petits-fils de Ueroa, second fils de Porourangi.
- Te Whānau-ā-Apanui (en), à travers un de leurs ancêtres, Taua, qui descend de Kahungunu.
- Ngāti Raukawa (en) et Tainui, à travers Rongomaianiwaniwa, fille de Porourangi, et le mariage de Māhinaarangi à Tūrongo (en).
- Ngāi Tahu, nommé après Tahupōtiki, le petit frère de Porourangi[3],[4].

### Ère colonial
Ngāti Porou prend part aux guerres des mousquets, une série de raids opportunistes et vengeurs entre iwi qui a duré de 1807 à 1837. Sa première rencontre avec des armes à feu fut en 1819, quand un raid mené par le rangatira (chef) Te Morenga de l’iwi Ngapuhi inflige de lourdes pertes en morts et en prisonniers sur Ngāti Porou, y compris deux de leur rangatira.
Plus tard cette même année, un second raid mené par Hongi Hika de Ngapuhi et Te Haupa de Ngāti Maru (en) s'attaque au pa (village fortifié) de la baie de Wharekahika (en), ou Ngāti Porou repousse l’assaut et tue Te Haupa au coût de lourdes pertes. Cette victoire fut de courte durée, car l'iwi souffre peu après de lourdes défaites aux mains de Pōmare I (en) et Te Wera Hauraki (en) de Ngapuhi, qui utilisent à plein effet la force et la ruse pour mettre à sac les pa de Okauwharetoa et Te Whetumatarau. Te Wera Hauraki profite alors de cette ouverture pour mettre à feu et à sang le pays de la rivière Waiapu (en) et de la baie de Whareponga (en).
Une dernière défaite aux mains de Ngapuhi prend place en 1823. Voyant l’approche d’une expédition de Ngapuhi et croyant profiter de leur fort avantage numérique, une armée de Ngāti Porou se rue sur les intrus en terrain ouvert, où ils furent abattus en masse par les combattants Ngapuhi. Le rangatira Taotaoriri de Ngapuhi ouvre les négociations après la bataille, scellant la paix avec le retour de la noblesse Rangi-i-paea (qui avait été capturé et marié à Pōmare) et un mariage entre Taotaoriri et la noblesse Hikupoto de Ngāti Porou. Cette paix prouva définitive et a éventuellement permis à Ngāti Porou de négocier le retour d’autres rangatira prisonniers. Parmi ces derniers, quelques uns avaient adopté la religion chrétienne pendant leur captivité et évangélisent Ngāti Porou à leur retour.
Une seconde vague de violence frappe Ngāti Porou en 1829 suite a l’assassinat du rangatira Ngarara de Ngāti Awa (en). Bien qu’un agent de Ngapuhi en fut le seul coupable, la seule présence de passagers de Ngāti Porou sur le navire ou l’assassinat prit place suffit pour mobiliser Ngāti Awa contre Ngāti Porou. Ngāti Awa se joigne aux iwi Te Whakatōhea (en) et Te Whānau-ā-Apanui pours des raids mineurs contre Ngāti Porou en 1829 et 1831. En 1832 Ngāti Porou organise deux expéditions punitives contre leurs ennemis. Pour la première, Ngāti Porou fait alliance avec Ngapuhi, Rongowhakaata (en), et des hapu (sous-tribus) de Te Aitanga-a-Māhaki (en) pour attaquer une communauté d’environ 400 membres de Te Whakatōhea qu’un autre hapu de Te Aitanga-a-Māhaki avait permis à s’installer dans le pa de Kekeparoa. Le pa fut capturé et les survivants expulsés vers leur territoire d’origine, mais le second raid la même année n’allait pas connaitre le même succès. Attaquant Te Whānau-ā-Apanui au pa de Wharekura, Ngāti Porou perd deux rangatira au combat et fut repoussé par les défenseurs. Te Whānau-ā-Apanui essaye de se venger deux ans plus tard avec une percée dans le territoire de Ngāti Porou, mais la vengeance allait appartenir au rangatira Kakatarau (fils du rangatira Pakura, tué à Wharekura), qui repousse l’invasion. Ngāti Porou reprend alors l’offensive, s’alliant à Te Wera de Ngapuhi et Te Kani-a-Takirau (en) de Rongowhakaata pour lancer une attaque sur le redoutable pa de Toka a Kuku à Kaha Point. Ils mettent le siège au pa durant six mois, repoussant plusieurs sorties de Te Whānau-ā-Apanui et déroutant une armée de relève de 1 400 guerriers de Whakatohea, Ngāitai (en), et Ngāti Awa. Malgré ces victoires, Toka a Kuku ne cède pas et le siège fut levé. Les exploits martiales du rangatira chrétien Piripiri Taumata-a-Kura (en) lui donnent énormément de prestige, ce qui le permet de convertir d’autres rangatira de Ngāti Porou à son retour du siège et finalement de sceller un traité de paix entre Ngāti Porou et Te Whānau-ā-Apanui en 1837.
Avec le déclin des guerres des mousquets, la croissance de l'idéologie unifiante du christianisme, et une politique de mariages arrangés stratégiques, la paix revient au rohe de Ngāti Porou. Des rangatira de l'iwi sont en 1840 parmi les signataires du traité de Waitangi, un des documents fondamentaux de la nation néo-zélandaise. Ngāti Porou éprouve une forte croissance économique pendant les années 1850 en participant dans le commerce maritime national et international,.
De 1865-1870, l'iwi est dans un état de guerre civil. D'un côté se dresse les adhérents du mouvement religieux-politique Pai Mārire, qui souhaitent expulser les européens et fonder un royaume maori unifié, et de l'autre se dressent ceux qui considéraient Pai Mārire comme une menace envers la souveraineté de l'iwi. Les hostilités éclatent quand les forces du hapu Te Aowera sous le commandement de Hēnare Nihohiho et Ropata Wahawaha interceptent une incursion armée des Pai Mārire. La colonie de Nouvelle-Zélande s'allie alors avec Ngāti Porou pour écraser les Pai Mārire.

### Ère moderne
La population de Ngāti Porou augmente de manière importante pendant le XXe siècle. Parmi tous les iwi, Ngāti Porou contribue au plus grand nombre de volontaires aux forces armées de la Nouvelle-Zélande pendant la première et seconde guerre mondiale. Après la seconde guerre mondiale, Ngāti Porou, comme d’autres iwi à travers la nation, voit beaucoup de ses membres émigrer vers les grandes villes de Nouvelle-Zélande. À présent, environ cinq sixièmes des membres de l'iwi habitent en dehors de leur rohe, pour la plupart dans des grandes villes comme Auckland et Wellington.

## Gouvernance
En 1987, Ngāti Porou établit un rūnanga (en) (conseil tribal), Te Runanga o Ngati Porou, pour maintenir le patrimoine financier, matériel, et spirituel de l’iwi. Il est organisé en plusieurs branches, dont la branche de développement de whanau (familles) et hapu, la branche de développement économique, et la branche de services d’entreprises.

## Médias
Ngāti Porou dirige Radio Ngāti Porou.

## HapuetMaraede Ngāti Porou
| Hapu                               | Rohe (territoire)           | Marae                                              | Localisation                    |
| ---------------------------------- | --------------------------- | -------------------------------------------------- | ------------------------------- |
| Ngāi Taharora                      | Waiapu ki Tawhiti           | Taharoa                                            | Waipiro Bay                     |
| Ngāi Tamakoro                      | Potikirua ki Waiapu         | Tutua                                              | Te Araroa                       |
| Ngāi Tangihaere                    | Waiapu ki Tawhiti           | Kariaka, Ruataupara, Whareponga                    | Ruatoria                        |
| Ngāi Tāne                          | Potikirua ki Waiapu         | Hinepare                                           | Rangitukia                      |
| Ngāi Tutekohi                      | Tawhiti ki Rototahe         | Hauiti                                             | Tolaga Bay                      |
| Ngāti Hau                          | Tawhiti ki Rototahe         | Hinetamatea                                        | Anaura Bay (en)                 |
| Ngāti Hokopū                       | Potikirua ki Waiapu         | Hinepare, Ōhinewaiapu                              | Rangitukia                      |
| Ngāti Horowai                      | Waiapu ki Tawhiti           | Te Horo                                            | Port Awanui                     |
| Ngāti Ira                          | Tawhiti ki Rototahe         | Ōkurī, Tuatini                                     | Tolaga Bay, Tokomaru Bay        |
| Ngāti Kahu                         | Potikirua ki Waiapu         | Punaruku                                           | Wharekahika (en)                |
| Ngāti Kahukuranui                  | Tawhiti ki Rototahe         | Hauti, Hinemaurea ki Mangatuna, Ōkurī              | Tolaga Bay                      |
| Ngāti Kōnohi                       | Rototahe ki Te Toka a Taiau | Te Poho o Rawiri, Whāngārā                         | Kaiti, Whangara (en)            |
| Ngāti Nua                          | Potikirua ki Waiapu         | Hinepare, Ōhinewaiapu                              | Rangitukia                      |
| Ngāti Oneone                       | Rototahe ki Te Toka a Taiau | Te Poho o Rawiri                                   | Kaiti                           |
| Ngāti Patu Whare                   | Tawhiti ki Rototahe         | Te Rawheoro                                        | Tolaga Bay                      |
| Ngāti Putaanga                     | Potikirua ki Waiapu         | Kaiwaka, Putaanga                                  | Tikitiki (en)                   |
| Ngāti Rangi                        | Waiapu ki Tawhiti           | Reporua                                            | Ruatoria                        |
| Ngāti Tuere                        | Potikirua ki Waiapu         | Hinemaurea ki Wharekahika, Hinerupa, Tutua         | Rangitukia, Wharekahika         |
| Ngāti Uepōhatu                     | Waiapu ki Tawhiti           | Mangahanea (en), Uepōhatu, Umuariki                | Ruatoria, Tūpāroa               |
| Ngāti Wakarara                     | Tawhiti ki Rototahe         | Hinetamatea                                        | Tokomaru Bay                    |
| Te Aitanga a Hauiti                | Tawhiti ki Rototahe         | Hauti, Te Rawheoro                                 | Tolaga Bay                      |
| Te Aitanga a Materoa               | Waiapu ki Tawhiti           | Hiruhārama, Penu, Rongohaere, Whareponga           | Ruatoria                        |
| Te Aowera                          | Waiapu ki Tawhiti           | Hiruhārama, Te Aowera                              | Ruatoria                        |
| Te Whānau a Hineauta               | Waiapu ki Tawhiti           | Tikapa                                             | Tikapa (en)                     |
| Te Whānau a Hinekehu               | Waiapu ki Tawhiti           | Kariaka, Rauru                                     | Ruatoria                        |
| Te Whānau a Hinepare               | Potikirua ki Waiapu         | Hinepare, Awatere, Hinerupe, Hurae, Kaiwaka, Rāhui | Rangitukia, Te Araroa, Tikitiki |
| Te Whānau a Hinetāpora             | Waiapu ki Tawhiti           | Mangahanea, Te Heapera                             | Ruatoria                        |
| Te Whānau a Hunaara                | Potikirua ki Waiapu         | Matahī o Te Tau, Ōhinewaiapu                       | Horoera (en), Rangitukia        |
| Te Whānau a Iritekura              | Waiapu ki Tawhiti           | Iritekura                                          | Waipiro Bay                     |
| Te Whānau a Karuwai                | Potikirua ki Waiapu         | Hinerupe, Karuwai, Waiomatatini                    | Te Araroa, Tikitiki, Ruatoria   |
| Te Whānau a Mahaki                 | Waiapu ki Tawhiti           | Te Horo                                            | Port Awanui                     |
| Te Whānau a Pōkai                  | Waiapu ki Tawhiti           | Tikapa                                             | Tikapa                          |
| Te Whānau a Rākaihoea              | Waiapu ki Tawhiti           | Kākāriki                                           | Waiomatatini                    |
| Te Whānau a Rākaimataura           | Potikirua ki Waiapu         | Rāhui                                              | Tikitiki                        |
| Te Whānau a Rākairoa               | Waiapu ki Tawhiti           | Akuaku, Kie Kie                                    | Waipiro Bay, Ruatoria           |
| Te Whānau a Rerewa                 | Potikirua ki Waiapu         | Hinepare, Ōhinewaiapu                              | Rangitukia                      |
| Te Whānau a Ruataupare ki Tokomaru | Tawhiti ki Rototahe         | Pakirikiri, Tuatini, Waiparapara                   | Tokomaru Bay                    |
| Te Whanau a Ruataupare ki Tuparoa  | Waiapu ki Tawhiti           | Tūpāroa                                            | Tūpāroa                         |
| Te Whānau a Takimoana              | Potikirua ki Waiapu         | Ōhinewaiapu                                        | Rangitukia                      |
| Te Whānau a Tapuaeururangi         | Potikirua ki Waiapu         | Pōtaka                                             | Potaka (en)                     |
| Te Whānau a Tāpuhi                 | Potikirua ki Waiapu         | Taumata o Tapuhi                                   | Rangitukia                      |
| Te Whānau a Te Aotakī              | Potikirua ki Waiapu         | Hinemaurea ki Wharekahika                          | Wharekahika                     |
| Te Whānau a Te Aotawarirangi       | Tawhiti ki Rototahe         | Te Ariuru                                          | Tokomaru Bay                    |
| Te Whānau a Te Haemata             | Waiapu ki Tawhiti           | Kie Kie                                            | Waipiro Bay                     |
| Te Whānau a Te Rangipureora        | Tawhiti ki Rototahe         | Puketawai                                          | Tolaga Bay                      |
| Te Whānau a Te Uruahi              | Potikirua ki Waiapu         | Tinātoka                                           | Tikitiki                        |
| Te Whanau a Tinatoka               | Potikirua ki Waiapu         | Te Poho o Tinatoka                                 | Tikitiki                        |
| Te Whānau a Tuwhakairiora          | Potikirua ki Waiapu         | Hinemaurea ki Wharekahika, Hinerupe                | Wharekahika, Te Araroa          |
| Te Whānau a Umuariki               | Waiapu ki Tawhiti           | Umuariki                                           | Tūpāroa                         |
| Te Whānau a Uruhonea               | Waiapu ki Tawhiti           | Te Horo                                            | Port Awanui                     |

## Membres célèbres
- Alex Aiono, chanteur
- Georgina Beyer, femme politique
- Keisha Castle-Hughes, actrice
- Rory Fallon, joueur de football et entraîneur adjoint des All Whites
- Rico Gear, joueur de rugby
- Hosea Gear, joueur de rugby, entraîneur de la East Coast Rugby Football Union
- Parekura Horomia, homme politique
- Witi Ihimaera, écrivain
- Moana Jackson (en), avocate
- Hone Kaa (en), archidiacre et défenseur de protection de l'enfance
- Keri Kaa (en), écrivaine, éducatrice, défenseur de la langue maori
- Wi Kuki Kaa (en), acteur
- Kuni Kaa Jenkins (en), auteure et professeure
- Robyn Kahukiwa (en), artiste et écrivaine
- Henare Mokena Kohere (en), fermier et soldat
- Mokena Kohere, homme politique
- Rēweti Kōhere (en), pasteur Anglican
- George Nepia, joueur de rugby
- Te Moana Nui a Kiwa Ngarimu (en), récipiendaire de la croix de Victoria
- Sofia Minson (en), artiste
- Apirana Ngata, homme politique
- Arihia Ngata (en), militante
- Rob Ruha (en), musicien
- Shane Rufer, sportif
- Wynton Rufer, sportif
- William Singe (en), chanteur
- John Tamihere (en), homme politique
- Iritana Tawhiwhirangi (en), pédagogue
- Tayi Tibble (en), poète
- Mohi Turei (en), pasteur Anglican
- Patricia Te Arapo Wallace (en), chercheuse
- Brad Weber, joueur de rugby
- Shannon McIlroy (en), joueur de boulingrin